# Ragadozó (film)
A Ragadozó (eredeti cím: Predator, munkacíme Hunter) 1987-ben bemutatott, színes amerikai sci-fi-akciófilm, melyet John McTiernan rendezett. A főszerepben Arnold Schwarzenegger, Carl Weathers, Sonny Landham, Elpidia Carrillo és Bill Duke látható.
A filmet az Amerikai Egyesült Államokban 1987. december 23-án mutatták be, míg Magyarországon 1990. május 31-én a Hungarofilm forgalmazásában.

## Cselekmény
A film nyitó képsoraiban egy idegen űrhajó hatol be a Föld légkörébe és Dél-Amerikában landol. Később megérkezik egy titkos proxyhadsereg, "Dutch" Schaeffer őrnagy és elitcsapata Guatemalába, ahol Phillips tábornok (R.G. Armstrong) eligazítja. Állítása szerint egy minisztériumi helikopter eltűnt az őserdőben és őket küldik felderíteni. Phillips George Dillont, Dutch régi jó barátját és bajtársát adja mellé, aki már a CIA-hoz csatlakozott. Dutch viszont nem örül annak, hogy a tábornok Dillont állítja az akció élére és sok a titkolózás a dolog körül.
A csapat másnap útnak indul. Tagjai: Hawkins a rádiós, Billy az indián származású nyomfelderítő, Poncho a gránátvetős, a bagórágó Blain és legjobb barátja Eliot, akivel szinte már testvérek. Amint megérkeznek az őserdőbe, megtalálják az eltűnt gépet. Rögvest feltűnik Dutchéknak, hogy nem egy szokványos gép, hanem felderítő repülőgép, így hát furcsa, hogy a miniszter és titkára ezen utazott. Továbbá a gépet célzottan, hőkereső rakétával lőtték le, majd minden használható eszközt elvittek róla, a két utassal együtt, míg a pilótákat kivégezték.
A nyomokat Billy keresi, de már az elején rossz érzése támad. Ezt csak fokozza, hogy megnyúzott és fákra fellógatott holttesteket találnak. A maradványok között előkerülnek dögcédulák is, amiből kiderül, hogy ezek Jim Hopper és elit zöldsapkás osztagának tagjai, akiket Dutch is jól ismert. Dillon állítja nem tud arról, ki küldte Hoppert az őserdőbe.
Röviddel később rábukkannak egy gerillatáborra, ahol már javában készülnek a harcosok. Az egyik túszt, aki mellesleg angolul beszél, a szemük láttára ölik meg. Abban a hiszenben, hogy az eltűnt miniszter a táborban van még, megrohamozzák és sikeresen elfoglalják azt; a gerillákat likvidálják, egy gerillanőt, Annát viszont élve fognak el. Dutch és emberei szembesülnek azzal, hogy valójában csak „piszkos munkát” végeztettek el velük, mivel a tábor tele van fegyverekkel és orosz katonai tanácsadók holttesteit is felfedezik. A miniszter és a titkára valójában CIA-ügynökök voltak, Dillon emberei, akiket felderítés közben fogtak el, mivel már hónapok óta keresték a gerillák táborát. Dutch dühében kérdőre vonja Dillont, aki hiába hivatkozik arra, hogy a gerillák három napon belül megtámadták volna a szomszédos országot, az őrnagy nem hajlandó veszélynek kitenni az embereit. Dillon bevallja végül azt is, hogy zöldsapkásokat ő küldte a küldetésre, de amikor eltűntek Dutchra volt szüksége.
Eliot, bár először úgy tűnik nem szívleli Dillont, de a tábor elfoglalása után mégis megmenti az életét, amikor észreveszi, hogy egy halálos skorpió mászik a nyakán.
A csapat elhagyja a tábort, Dillon magával viszi Annát, ám egy rejtőzködő lény a fák között végig figyelte a harcot és arra készül, hogy kipróbálja saját módszereit ellenük.
Dutchéknak sietniük kell, mert Hawkins rádión értesítést kapott más gerillaegységek közeledtéről. Dillon Dutch rosszallása ellenére magával viszi Annát is, aki próbál megszökni tőlük, de nem jár sikerrel. Az út a szörnyen forró és párás őserdőn vezet át. A nyugtalan Billy egyszer csak észrevesz valamit egy fán, ami bár álcázza magát, de az indián sasszeme észleli a vonalait. Dutch közelebbről meg akarja nézni, azonban Anna leüti az őrzésével megbízott Ponchót, s elszalad, mire Dutch Hawkinst küldi utána. Hawkins alighogy utoléri a lányt azon nyomban megtámadja a rejtőzködő lény és egy pillanat alatt végez vele. Anna ettől sokkot kap. Dutchék hiába keresik Hawkinst, csak a zsigereit találják meg (a lény Hawkins megnyúzva a nagyon magas fa koronái közé húzza fel). A harcosok nem értik miért nem menekült el Anna, hová lett a holttest és miért maradt ott Hawkins teljes felszerelése. Dillonnak rögvest eszébe jut, hogy Jim Hopperrel is ugyanez történt: a gerillák a felderítőgépből elvitték az értékes haditechnikát, itt viszont semmihez sem nyúltak. Hopper halálának helyszínén vad lövöldözés nyomait is felfedezték, de hogy kire lőttek, azt nem lehetett tudni.
Dutch és emberei tovább indulnak. A lény következő áldozata ekkor Blain lesz, akivel egy lézerszerű fegyverrel tűzel. Eliot fedezi fel barátja holttestét és megpillantja a lény felvillanó zöld szemeit. Tüzet nyit rá és a többiekkel eszeveszetten lövöldözik. A lény bár kissé megsérül, zöldszínű vére ott marad a leveleken, de elmenekül. Dutchék, noha sokat megjárt katonák, elkezdenek félni, de nem veszítik el a fejüket. Estére helyben maradnak és megerősítik a környéket. Eliot viszont bosszút esküszik barátjáért. Billynek meggyőződése, hogy vadászik valami rájuk, ami nem ember. Dilon segítséget kér rádión, de a központ nem tud még azonnal helikoptert küldeni.
Éjszaka működésbe lépnek a telepített jelzőrakéták. Eliot ráveti magát valamire, amely a szerkezetet működésbe hozta és késsel agyonszúrja. Kiderül, hogy csak egy vaddisznó volt. A kommandó tagjai ezalatt megfeledkeztek Annáról és Blain holttestéről. Míg őket az állat kötötte le, addig a lény tetemet elhurcolta, a rettegő Anna viszont nem tett egy tapodtat sem. Dutch rögvest felméri, hogy az egész a lény csele volt, aki az állatot ide terelte, hogy elvihesse Blain holttestét, s később egyenként végez velük is. Mivel nyomot ezúttal sem találnak nem kétséges, hogy a lény a fákon át jött.
Amikor kivilágosodik Dutch kérdőre vonja Annát. Anna, bár nehezen, de elmondja, hogy nem látta pontosan mi volt, de azt igen, hogy a lény megsebesült, ami azt jelenti, hogy nem elpusztíthatatlan. Anna elmondja továbbá azt is, hogy már nem először történt ilyen, kislánykorában is felfedezték egy hasonló brutalitással elpusztított ember maradványait. Ilyen dolgok csak a legforróbb években voltak, idén is nagy a hőség és már mások is odavesztek. Világossá válik, hogy a lény egy vadász és a felfegyverzett emberek az ő zsákmánya. Anna eddig azért menekült meg, mivel nála nem volt fegyver.
Dutch épp ezért elengedi a lányt és arra kéri segítsen nekik, mert a lény mindannyiukat meg akarja ölni. Úgy véli, hogy a modern fegyverek nem használnak, mivel ezeket jól ismeri és ki tudja cselezni a lény. Épp ezért indákból és hajlékony fákból csapdát feszítenek ki, a körülöttük levő területet elaknásítják és csak egy utat hagynak szabadon, ami a csapdához visz. Dutch csaléteknek áll ki, ám a lény akkor bukkan fel, amikor egy óvatlan pillanatban nem figyel már. A csapda ugyan elfogja a lényt, de az hamar kiszabadítja magát és elmenekül. Egy laszakadó vastag faág súlyosan megsebesíti Ponchót, Eliot pedig utána ered.
Dilon, hogy fedezze Dutchék menekülését szintén elindul Eliot után, mert részben ő is törleszteni akar a Ragadozónak. Az őserdőben összetalálkozik Eliottal; a lény velük szemben van egy fán. Abban a hiszemben, hogy a hátában vannak megpróbálják bekeríteni, de a lény ezúttal is ügyesebb. Előbb Eliotot fejét loccsantja szét lézerével, utána megtámadja Dilont, akinek egy lövéssel szakítja le, majd a karjára illesztett pengéivel felkoncolja.
Dutchék, akik egy szakadékon átívelő kidőlt fatörzsön kelnek át, még hallják Dilon halálsikolyát. Ekkor Billy marad hátra, aki eldobja fegyvereit és egy szál bozótvágóval áll ki a fatörzsre megküzdeni a Ragadozóval, aki vele is végez.
A Ragadozó ezután Dutch, Anna és a sebesült Poncho elé kerül. Ponchót megöli, Dutchot megsebesíti, aki Annát menekülésre bírja a helikopterhez. Dutch a Ragadozó elől futva egy zuhatagba veti magát, majd kievickél a partra. Az iszap beborítja a testét. Amikor a lény oda is követi, ő kiálló gyökerek közé bújik és mozdulatlan marad. A lény, amely csak az infravörös tartományban lát észlel a gyökerek között valami kiáramló hőt, de arról kiderül, hogy egy rágcsálóé, épp ezért tovább áll.
Dutch megtalálja a módját ezzel, hogyan tudna olyan módszert alkalmazni a Ragadozó ellen, aminek segítségével ő lemészárolta a kommandó tagjait. Dutch keres egy helyet az őserdőben, ahol csapdákat állít, íjat eszkábál (amivel maradék gránátvető tölteteit lövi ki), kését pedig egy bot végére tűzve lándzsát csinál, s bekeni magát iszappal. A Ragadozó ezalatt Billy holttestéből a gerincével együtt kitépi a koponyáját és trófeát csinál belőle.
Amikor leszáll az éj Dutch az erdőt megrengető harci üvöltésben tör ki és hatalmas tüzet gyújt. Sikerül is odacsalnia a Ragadozó, aki felé kilő íjával egy gránátvető töltetett. A keletkező robbanás úgy megrongálja a Ragadozó védekezőrendszerét, hogy már nem tud többet láthatatlan lenni. Egy darabig tehetetlen is, mivel nem észleli a sárral bekent Dutchot. Az elitharcos csak azután nem tud rejtőzködni, amikor egy balul sikerült ugrást követően a vízbe zuhan és az lemossa róla az álcáját.
A Ragadozó ettől fogva ledobja lézerfegyverét és leveti sisakját, feltárva Dutch előtt rémisztő arcát, s kézitusára hívja őt. A láthatóan messzemenőkig erősebb fizikumú lény győz, de Dutchnak sikerül az egyik csapdáját működésbe hoznia, s egy öles fatörzs zuhan rá a lényre. Dutch szemügyre veszi a Ragadozót, hogy választ keressen miféle lény ez. A Ragadozó utolsó erejével működésbe léptet egy visszaszámlálót, majd úgy kezd kacagni, ahogy azt egyszer Billytől hallotta. Dutch ráeszmél, hogy ez egy önmegsemmisítő, ezért nyomba fedezéket keres.
A bekövetkező irtózatos robbanás óriási területet tarol le az őserdőben, ám Dutch túléli ezt is. A robbanást észlelve egy katonai helikopter is leszáll a helyszínen, amin Anna és Phillips tábornok ül. Velük indul haza Dutch, aki továbbra is a történtek hatása alatt van…

## Szereplők
| Szereplő                      | Színész               | Magyar hang     |
| ----------------------------- | --------------------- | --------------- |
| Alan „Dutch” Schaeffer őrnagy | Arnold Schwarzenegger | Gáti Oszkár     |
| George Dillon CIA-ügynök      | Carl Weathers         | Gergely Róbert  |
| Anna, gerilla harcosnő        | Elpidia Carrillo      | Vándor Éva      |
| „Mac” Eliot őrmester          | Bill Duke             | Koroknay Géza   |
| Blain Cooper                  | Jesse Ventura         | Ujlaki Dénes    |
| Billy Sole                    | Sonny Landham         | Reviczky Gábor  |
| Jorge „Poncho” Ramirez        | Richard Chaves        | Dörner György   |
| Phillips tábornok             | R.G. Armstrong        | Szabó Ottó      |
| Rick Hawkins                  | Shane Black           | Sörös Sándor    |
| A „Ragadozó”                  | Kevin Peter Hall      | Szatmári Attila |

## Érdekességek
- A film főszerepét játszó Arnold Schwarzenegger 2003 és 2011 között Kalifornia állam kormányzója volt,[2] a Blain-t alakító Jesse Ventura pedig 1999 és 2003 között Minnesotában töltötte be ugyanezt a posztot.[3] Sonny Landham is próbálkozott politikával, de megfelelő támogatottság hiányában hamar feladta.
- Amikor George Dillon karját lelövi a predator, van egy kis baki. Dillon forgás közben a levegőbe lő, ekkor észre vehető a "lelőtt" karja a háta mögé rejtve.

## Forgatási helyszínek
A dzsungelben játszódó jeleneteket Közép-Mexikó nyugati felén Jalisco államban Puerto Vallarta közelében, Chiapas államban Palenque mellett (nem messze Yucatántól) vették fel.